# 자유중국의 소리
자유중국의 소리(중국어 정체자: 自由中國之聲, 병음: Zìyóu Zhōngguó Zhīshēng, 영어: Voice of Free China, 약칭 VOFC)는 중국라디오방송공사가 1949년부터 1997년까지 운영한 중화민국의 국제방송이다. 냉전 시기에 이 방송국은 중국 공산당의 폭정을 비판하고, 중국 국민당의 주장(중국의 유일한 합법 정부는 중화민국이라는 하나의 중국 원칙)을 지지하는 대표적인 선전 수단이었다.
자유중국의 소리는 1997년까지 중국라디오방송공사 해외부의 소유였다. 1997년 자유중국의 소리가 폐쇄된 이후 중화민국의 여러 방송국이 합병되어 타이완 국제 방송(Central Broadcasting System)이 탄생했다.

## 같이 보기
- 타이완국제방송
- 중국라디오방송공사